# UFC on ESPN: Luque vs. Muhammad 2
UFC na ESPN: Luque vs. Muhammad 2 (também conhecido como UFC na ESPN 34 e UFC Vegas 51) foi um evento de artes marciais mistas produzido pelo Ultimate Fighting Championship que ocorreu em 16 de abril de 2022, nas instalações do UFC Apex em Enterprise, Nevada, parte da Área Metropolitana de Las Vegas, Estados Unidos.

## Detalhes
Uma revanche na categoria meio-médio entre Vicente Luque e Belal Muhammad foi a atração principal do evento. A dupla se enfrentou anteriormente no UFC 205, onde Luque venceu a luta por nocaute no primeiro round.

## Resultados
1. ↑  A luta foi interrompida aos 3:56 do terceiro round, quando Borralho perdeu um ponto devido a uma joelhada ilegal que deixou Omargadzhiev incapaz de continuar.
2. ↑  García perdeu um ponto no round 2 devido a uma joelhada ilegal.
3. ↑  A luta foi interrompida aos 1:35 do terceiro round quando Buday inadvertidamente deu uma cotovelada na nuca de Barnett, impossibilitando-o de continuar.
4. ↑  Nunes perdeu um ponto no round 3 devido a uma cutucada no olho.

## Bônus da noite
Os seguintes lutadores receberam bônus de US$50.000.
- Luta da Noite: Mayra Bueno Silva vs. Wu Yanan.
- Performance da Noite: André Fialho e Drakkar Klose.